# Deadly Outlaw: Rekka
Deadly Outlaw: Rekka (en japonés: 実録・安藤昇侠道（アウトロー）伝 烈火, Jitsuroku Andō Noboru kyōdō-den: Rekka ?) también conocida como Violent Fire, es una película japonesa sobre la yakuza dirigida por Takashi Miike en 2002, y protagonizada por Riki Takeuchi y Sonny Chiba. Conocida en Japón como "Jitsuroku: Andō Noboru Kyōdō-den – Rekka", que literalmente sería algo como: “La verdadera historia de Noboru Ando el forajido", es una adaptación libre de la vida anterior de Andō Noboru, un ex yakuza que se convirtió en actor y productor de cine. La película fue supervisada por el propio Andō y planificada por su hijo Akira Ando.

## Argumento
Tras el asesinato del jefe del clan yakuza Sanada, perpetrado por un hombre perteneciente al clan Ōtaki, Kugihara e Iguchi, dos miembros importantes de la familia, intentan mediar para evitar que se pueda producir un acto de venganza y que eso desencadene una guerra entre clanes. Sin embargo, las pretensiones de unos y otros van más allá de lo que parece. Los dos recurren a Hijikata, jefe del clan Bando, que tiene un complot en mente, junto con los jefes de la familia Ōtaki, para convertirse en el líder absoluto de la ciudad. Kunisada es un miembro violento del clan Sanada. Cuando sale de prisión, inmediatamente desea vengar el asesinato de su jefe que era como un padre para él. Kunisada recibe instrucciones de las otras familias de matar al responsable del asesinato, pero luego descubre que ha sido engañado y por ello decide llevar a cabo su propia venganza matando a todos los jefes de los clanes rivales.

## Reparto
| Actor               | Papel               |
| ------------------- | ------------------- |
| Riki Takeuchi       | Arata Kunisada      |
| Ken'ichi Endō       | Eiichi Shimatani    |
| Ryōsuke Miki        | Sudō                |
| Yoshiyuki Yamaguchi | Gorō Tabata         |
| Rikiya Yasuoka      | Masakatsu Kugihara  |
| Kazuya Nakayama     | Tadashi Iguchi      |
| Joe Yamanaka        | Nobuhiro Hiraoka    |
| Daijiro Harada      | Nakajo              |
| Shinobu Yamaguti    | Hisanobu Komuro     |
| Sonny Chiba         | Yasunori Hijikata   |
| Masaru Shiga        | Hideaki Asai        |
| Mika Katsumura      | Myung-hyung         |
| Miho Nomoto         | Sung-hee            |
| Saki Kurihara       | Akemi               |
| Renji Ishibashi     | Otaki               |
| Yuya Uchida         | Yoshikatsu Sanada   |
| Lily                | Madrina de Kunisada |
| Tetsuro Tanba       | Sanada (en Hakone)  |

## Otros créditos
- Producido por: Mitsuru Kurosawa.
- Planificación: Akira Ando.
- Supervisor: Noboru Ando.
- Productores: Tsuneo Seto, Kazuyuki Sato y Tadahisa Sakamoto.
- Cooperación en planificación: Shigenori Takechi y Fujio Matsushima.
- Director de producción: Jun Hagiwara.
- Asistente de dirección: Bunmei Katô.
- Dirección de arte: Katsuhiro Fukuzawa.
- Grabación (sonido): Fusao Yuwaki.
- Iluminación: Yasuhiko Matsuoka.
- Productora CGI: Misako Saka.

## Lanzamiento
Deadly Outlaw: Rekka se estrenó el 21 de septiembre de 2002 en los cines de Japón. Fue lanzada en Japón en VHS y en DVD por Toei Company, aunque no se publicó en DVD hasta 2021.También se lanzó en DVD en otros países, mucho antes que en Japón,incluyendo un poco de material extra.
Extras
- Entrevista con Takashi Miike (18 min.) El director habla en profundidad sobre la película.
- Deadly Outlaw: Miike (30 min.) Una larga entrevista en la que el director aborda siete temas diferentes de la película, que van, desde la banda sonora hasta la violencia. [9]

## Recepción
Deborah Young en una reseña para “Variety”, escribió: «Una de las seis películas y vídeos dirigidos por el prolífico Takashi Miike el año pasado, “Deadly Outlaw: Rekka” es una película de género yakuza que lleva su sello muy personal e irónico. A pesar de los signos de soluciones apresuradas e inmediatas, la creatividad de Miike arde al rojo vivo en esta violenta historia de guerra entre clanes de gánsteres, llena de locura y diversión cinematográfica. Menos horrible que “Audition” y más enfocada que “Dead or Alive”, la película debería atraer a audiencias de medianoche de todo tipo». 
En una reseña de “Cityonfire.com”, Jesse, escribió: «Permítanme comenzar diciendo que esta película no es para todos los gustos. Incluso si eres un gran fanático del nuevo cine asiático, como yo, es posible que esta película te parezca muy lenta y nada interesante. Rekka ni siquiera es muy apreciado por otros fanáticos de Miike, así que antes de decidir alquilar o ver esta película, tenlo en cuenta. Deadly Outlaw Rekka es el típico drama de Yakuza, mezclado con la rareza típica de Miike y un final impresionante que compensa las partes de la película que pueden parecer un poco innecesarias».
JC Cansdale-Cook en una reseña para Asian Movie Pulse, escribió: «Aunque Rekka no llega a los niveles superiores del trabajo de Miike (la película logra perderse en su trama paralela de historia de amor durante bastante tiempo, lo que casi la descarrila en seco, y su no se aprovecha le cameo de Sonny Chiba), Sigue siendo una salida bastante memorable. Situada perfectamente entre Dead or Alive 2 y Gozu. Rekka es una mezcla surrealista de locura que todo entusiasta del cine necesita ver al menos una vez... o dos. Más alegre y jubiloso que complejo y sádico, se tiene la sensación de que fue una maravilla para todos los involucrados, ya que se refleja no solo en las actuaciones sino también en los rincones escondidos dentro de la narrativa. Y no hace falta decir que estarás tarareando Satori durante los próximos días después de los créditos finales».

## Banda sonora
La banda sonora de la película está extraída del álbum Satori, lanzado en 1971 por la banda japonesa Flower Travelling Band. Dos miembros del grupo, Joe Yamanaka y Yūya Uchida, aparecen en la película en dos pequeños papeles.